# Cerámica etrusca

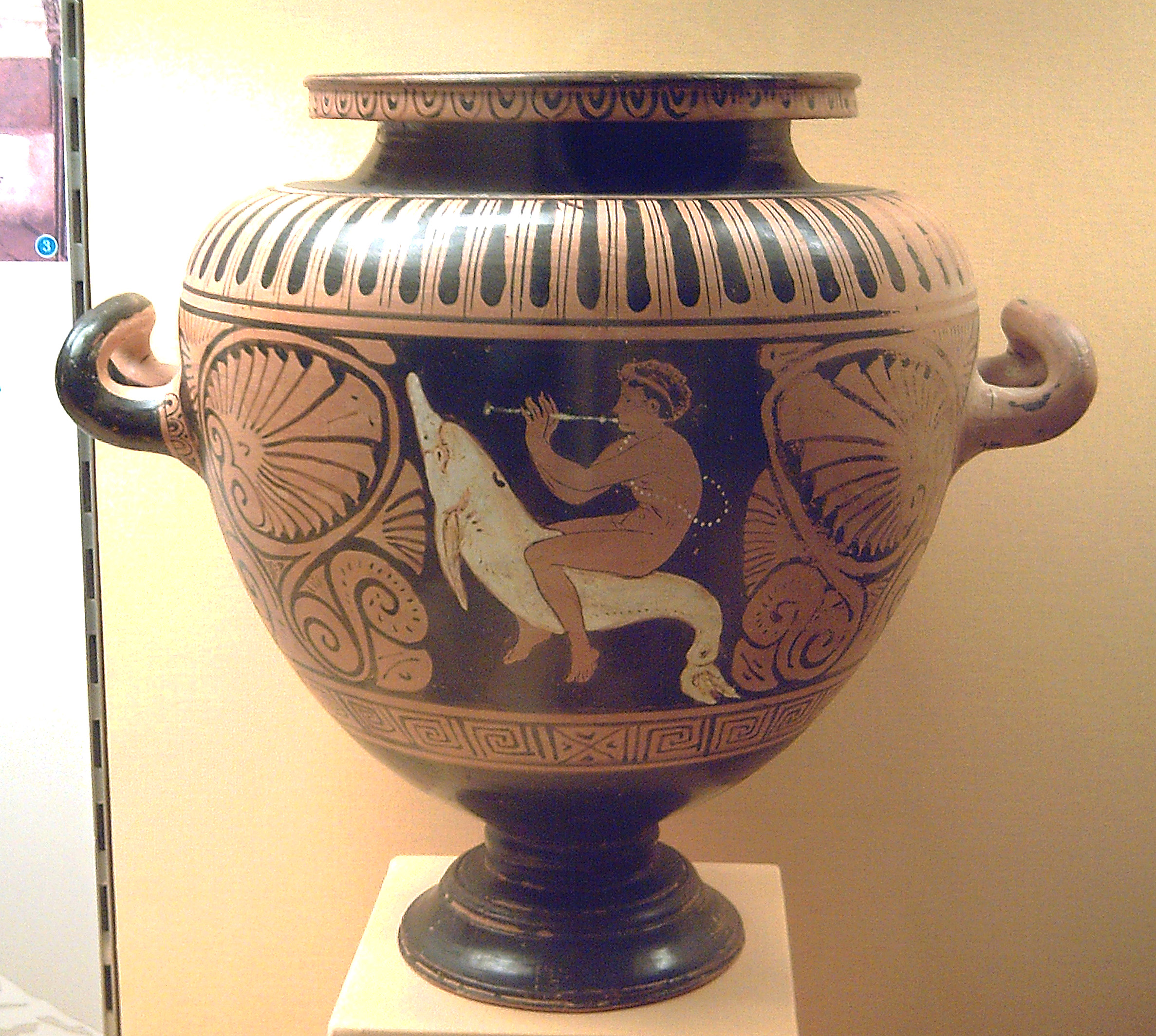
Estamno etrusco del siglo IV a. C. (M.A.N., Madrid).

La cerámica etrusca propiamente dicha es de barro negro (búcchero nero) no barnizado y tiene ornamentación geométrica sencilla,  incisa a mano o con punzón en los vasos más antiguos, y escultórica o de relieve en otros posteriores desde el siglo VI a. C. Entre estos últimos se hallan la mayoría con formas de peces, mascarones, etc. o rematando en figura de cabeza humana. Otras vasijas que han pasado como etruscas por haber sido halladas en la antigua Etruria y que ostentan figuras mitológicas de color negro sobre fondo rojo oscuro son en realidad griegas. Pero las hay etruscas de imitación griega, menos arcaicas que las otras y correspondientes al siglo III a. C.
Emplearon también los etruscos su cerámica para sarcófagos y decoraciones arquitectónicas.